# Jiříkov
Jiříkov (deutsch Georgswalde) ist eine Stadt im Okres Děčín in Tschechien.

## Geographie

### Geographische Lage
Die Stadt liegt im nördlichen Böhmen in einem von Hügeln umgebenen flachen Tal auf 368 m n.m. in der Nähe der Grenze zu Sachsen, 5 km nördlich von Rumburk (Rumburg). Sie erstreckt sich entlang des Ritterbaches (Jiříkovský potok) im Böhmischen Niederland und dehnt sich nach Nordosten bis an die Spree aus, die gleichzeitig die Staatsgrenze bildet. Die Katasterfläche beträgt 1331 ha.
Östlich erhebt der 485 m hohe Schlechteberg, nördlich – ebenfalls auf deutschem Gebiet – der Hainberg (400 m).

### Gemeindegliederung
Die Stadt Jiříkov gliedert sich in die Ortsteile Filipov (Philippsdorf), Loučné (Wiesenthal), Nový Jiříkov (Neu Georgswalde) und Starý Jiříkov (Alt Georgswalde). Grundsiedlungseinheiten sind Filipov, Jiříkov und Pod Vyhlídkou (Am Butterberg).
Das Gemeindegebiet besteht aus den Katastralbezirken Filipov u Jiříkova und Jiříkov.

### Nachbarorte
|                       | Neusalza-Spremberg                          |                       |
| Šluknov (Schluckenau) | Kompassrose, die auf Nachbargemeinden zeigt | Ebersbach-Neugersdorf |
|                       | Rumburk (Rumburg)                           |                       |

Direkte Nachbarorte sind Haine im Norden, Spreedorf im Osten, Filipov und Neugersdorf im Südosten, Rumburk im Süden und Království im Westen.

## Geschichte

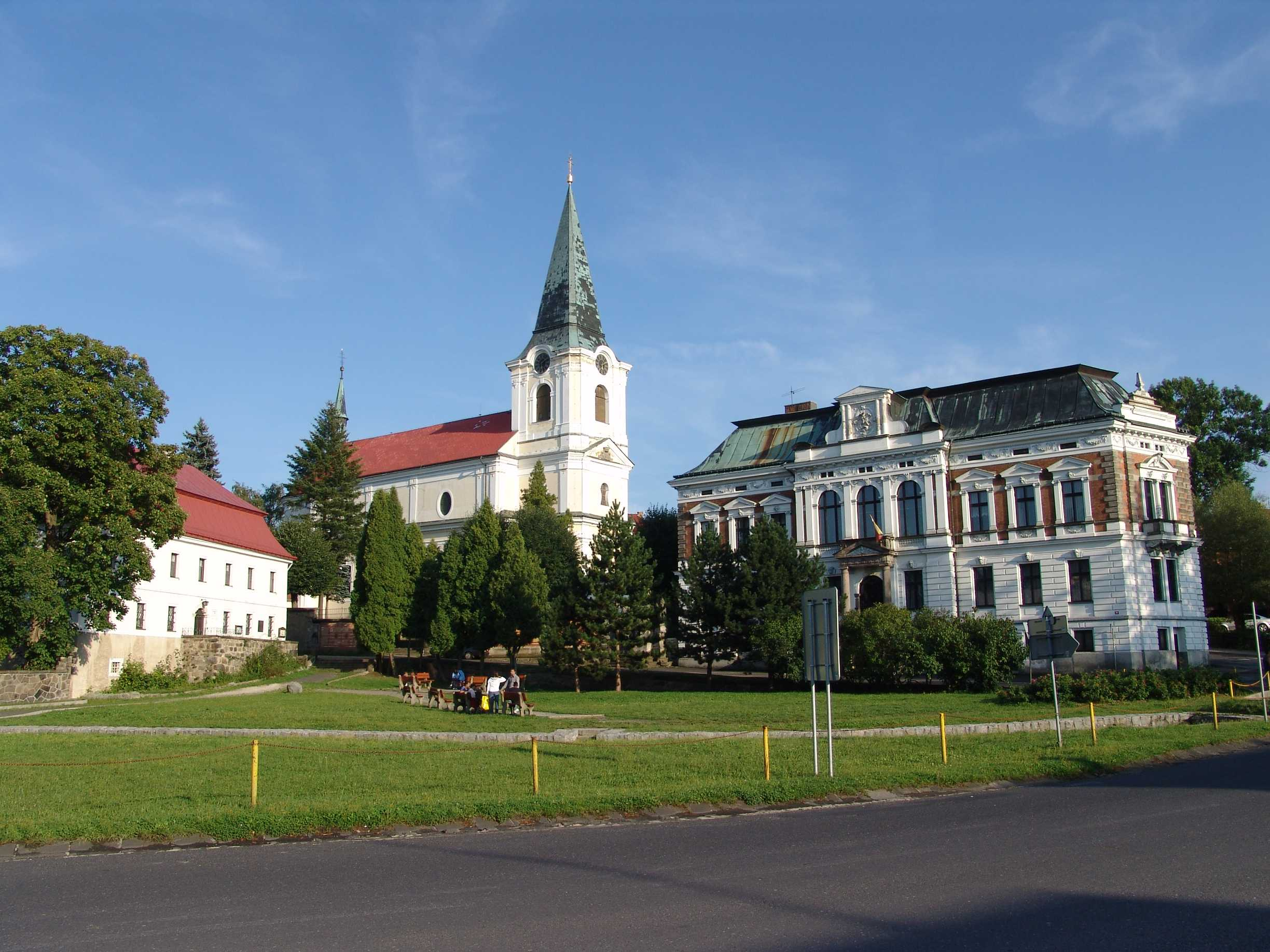
Stadtzentrum

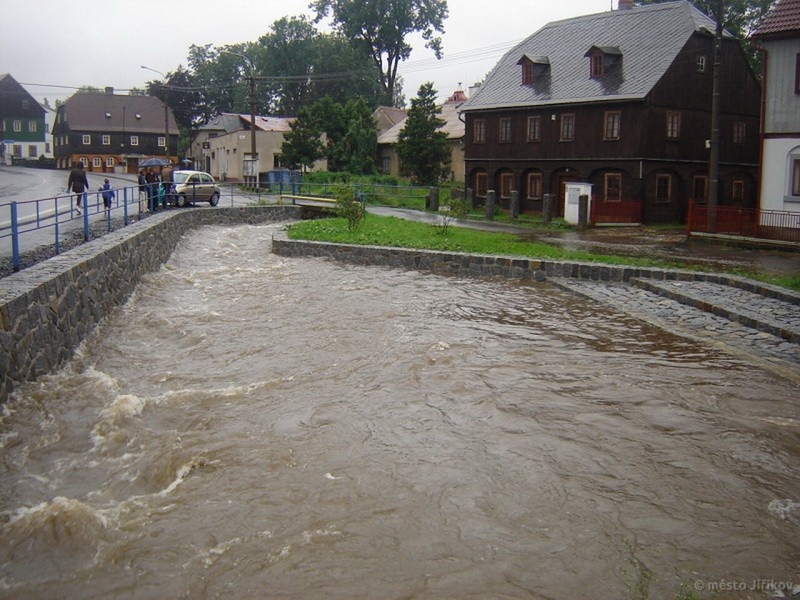
Ritterbach (2010)

Die erste urkundliche Erwähnung von Georgswalde erfolgte 1346 in Matrikeln des Bistums Meißen.
1524 hielt die Reformation in dem zur Grundherrschaft Schluckenau gehörigen Dorfe Einzug. Das Dorf wächst im 16. Jahrhundert stark, vor dem Dreißigjährigen Krieg zählt es 113 Häuser, die Hälfte machten Gemeinschaftshäuser der örtlichen Weber aus. Die Protestanten hatten hier ein hölzernes Bethaus, 1598 wird eine Pfarrkirche erwähnt. Als Folge der Rekatholisierung wanderten ab 1620 viele Familien in die umliegenden Dörfer der Oberlausitz aus. 1725 erbaute Gräfin Ernestine von Harrach die schöne Pfarrkirche St. Georg. Neben der Landwirtschaft ernährte die Leinenweberei die Bewohner des Dorfes, das 1756 durch Kaiserin Maria Theresia zum Marktflecken erhoben wurde. Ende des 18. Jahrhunderts machen Weberhäuser ca. 75 % der bebauten Fläche aus. Die Bevölkerung wird sich bis Mitte des 19. Jahrhunderts verdreifachen, von 1300 in 1707 auf über 5000 Einwohner.
Im 19. Jahrhundert wandelte sich mit dem Beginn der Industrialisierung das Ortsbild. 1807 entstand die erste Baumwollspinnerei, der später noch zwei weitere, eine Webstuhlfabrik und Holzwarenfabriken folgten. Zusammen mit Rumburg wurde Georgswalde zum Zentrum der nordböhmischen Textilindustrie, eine neue Straße verband beide ab 1828. Trotzdem stagnierte die Gemeindeentwicklung zur Jahrhundertmitte. 1873 wurde der Eisenbahnverkehr von Rumburg nach Ebersbach/Sa. durch die Böhmische Nordbahn aufgenommen. Mit dieser nun durchgehenden Verbindung von Prag, welche die einzige Bahnlinie nach Sachsen über das Lausitzer Gebirge darstellt, bot der Marktflecken an der Grenze ideale Voraussetzungen für weitere Industrieansiedlungen. Es entstand eine Eisengießerei, Maschinenbaufabrik und auch der sächsische Klavierhersteller August Förster errichtete 1900 ein Zweigwerk. 1890 lebten in Alt Georgswalde 5.808 Einwohner, zusammen mit den Ortsteilen Neu Georgswalde, Philippsdorf und Wiesenthal waren es insgesamt 8.754. 1897 wurde Philippsdorf eine selbstständige Gemeinde im Gerichtsbezirk Schluckenau.
1914 wurden Georgswalde, dessen Einwohnerzahl auf 10.084 angewachsen war, durch Franz Joseph I. die Stadtrechte verliehen.
Nach dem Ersten Weltkrieg wurde Georgswalde Teil der neu geschaffenen Tschechoslowakei. Nach dem Münchner Abkommen gehörte Georgswalde von 1938 bis 1945 zum Landkreis Rumburg, Regierungsbezirk Aussig, im Reichsgau Sudetenland des Deutschen Reichs.
Vertreibung der deutschsprachigen Einwohner: Nach dem Zweiten Weltkrieg wurde die deutschsprachige Bevölkerung von Georgswalde vertrieben. Ihr Vermögen durch das Beneš-Dekret 108 konfisziert und die katholischen Kirchen in der Tschechoslowakei enteignet. Seitens der Tschechischen Republik erfolgte keine Abgeltung für das eingezogene Vermögen.
Nach der Samtenen Revolution erfolgte ein Wandel in der ökonomischen Struktur, und es siedelten sich Dienstleistungs- und Handelsunternehmen an. Heute lebt in der Stadt eine große Bevölkerungsgruppe der Roma, deren Anteil im Vergleich zur übrigen Bevölkerung wächst. Hierbei kam es wiederholt zu Konflikten.
In der Stadt besteht ein Eisenbahngrenzübergang nach Ebersbach an der Strecke Bakov nad Jizerou–Ebersbach, dieser wurde auch zu DDR-Zeiten als Grenzübergang im Güterverkehr genutzt. Für Pkw besitzt der Ort zwei Grenzübergänge nach Neugersdorf (Hauptstraße und Rudolf-Breitscheid-Straße) sowie einen nach Ebersbach (Bahnhofstraße).

### Einwohnerentwicklung
Bis 1945 war Georgswalde überwiegend von Deutschböhmen besiedelt, die vertrieben wurden.
| Jahr | Einwohner | Anmerkungen |
| ---- | --------- | --- |
| 1707 | 1300      | [ 11 ] |
| 1830 | 4499      | in 605 Häusern |
| 1890 | 5808      | |
| 1900 | 7900      | davon 7890 (99 %) Deutsche und zehn Tschechen, nach anderen Angaben 8132 deutsche Einwohner, davon 7942 Kath., 184 ev. und 6 alt-kath. |
| 1911 | 8836      | davon 4207 Männer und 4629 Frauen. Die Volkszählung ergibt weiter 6900 Deutsche, 18 Tschechen, 12 Ungarn und 321 Äusländer, davon 6963 kath., 212 ev., 7 alt-kath., 5 Israeliten, 3 ohne Religion.                                                                                  |
| 1921 | 7482      | davon 7095 (95 %) Deutsche. Die Volkszählung am 16.2.1921 ergibt: „3.419 Männer, 4.063 Frauen, davon 7.357 Deutsche, 118 Tschechen, 7.201 Katholiken, 249 Protestanten, 22 Konfessionslose, 5 Altkatholiken.“ Außerdem gab es: „1 Kroaten, 2 Juden, 1 Ungarn, 2 Polen und 1 Russe.“ |
| 1930 | 7970      | davon 257 (3 %) Tschechen |
| 1939 | 7683      | [ 20 ] |

| Jahr      | 1970 | 1980 | 1991 | 2001 | 2003 |
| --------- | ---- | ---- | ---- | ---- | ---- |
| Einwohner | 3945 | 3905 | 3638 | 3920 | 3926 |

## Städtepartnerschaften
- Ebersbach/Sa., Deutschland
- Jiřikov (Georgswalde) ist zugleich Mitglied des grenzüberschreitenden kommunalen Verbundes Fünfgemeinde, der durch die Bürgermeister von fünf Städten und Gemeinden beiderseits der deutsch-tschechischen Grenze am 19. Oktober 2000 in Šluknov (Schluckenau) ins Leben gerufen wurde. Im Verbund der Kommunen in der Grenzregion Südliche Oberlausitz/Schluckenauer Zipfel vereinigten sich seinerzeit Neusalza-Spremberg, das damals noch selbständige Friedersdorf und Oppach von deutscher sowie Šluknov und Jiříkov von tschechischer Seite. Am 10. Mai 2008 fand die Gemeinde Sohland (Spree) Aufnahme in die Fünfgemeinde und am 4. November 2011 die Doppelstadt Ebersbach-Neugersdorf.

## Kultur und Sehenswürdigkeiten

### Bauwerke
- Die barocke St.-Georgs-Kirche wurde zwischen 1724 und 1728 nach Plänen von Johann Lucas von Hildebrandt anstelle eines hölzernen Vorgängerbaus vermutlich durch den Baumeister Johann Georg Achbauer d. J. errichtet.
- Die Wallfahrtsbasilika Maria Hilf in Filipov, geweiht am 11. Oktober 1886, wurde 1926 durch Pius XI. zur Basilica minor erhoben. Vorangegangen war die „Marienerscheinung“ der Magdalena Kade im Jahr 1866.

### Regelmäßige Veranstaltungen
- Altböhmischer Jahrmarkt
- Kirmes in Filipov

## Persönlichkeiten
- Eduard Kindermann (1870–1945), Krippenbauer und Kirchenmaler
- Adalbert Bitterlich (1895–1972), deutscher katholischer Theologe und Hochschullehrer
- Joseph A. Ruprecht (1895–1971), Komponist und Kirchenmusiker
- Gerhard Donat (* 1920), österreichischer Generalmajor
- Karl Holfeld (1921–2009), deutscher Maler und Graphiker
- Hans Donat (1928–2023), deutscher Sozialpädagoge
- Kordula Karolina Ulbrich, zwischen 1874 und 1882 Äbtissin in St. Marienstern